# Multiple Threat Alert Center
Das Multiple Threat Alert Center (MTAC) ist ein Fusion Center der US Navy, in dem Informationen über gegnerische Spionage, kriminelle oder terroristische Aktivitäten sowie sonstige Bedrohungen von Navy- und Marines-Truppen und -Einrichtungen der US-Streitkräfte zusammengetragen werden.
Das MTAC ist beim NCIS untergebracht und entstand 2002 nach dem Angriff auf die Cole (2000) aus dem 1983 gegründeten Navy Antiterrorist Alert Center (ATAC). Es nutzt die weltweite Präsenz des NCIS, um verfügbare Informationen über Bedrohungen zu sammeln und zusammenzustellen. Seit dem 15. September 2011 befindet sich das MTAC im neuen Hauptquartier des NCIS auf der Marine Corps Base Quantico im Russell Knox Building. Vor dem Umzug nach Virginia war das MTAC neben dem Fusion Center des FBI (Foreign Terrorist Tracking Task Force) das einzige Fusion Center einer Bundesbehörde im District of Columbia.

## Produkte
MTAC erfüllt seine Aufgaben, indem verschiedene Berichte, meist geheim oder vertraulich, veröffentlicht werden. Darunter befanden sich 2004:
- Blue Dart (blauer Pfeil) – Warnungen vor glaubhaften, spezifischen und unmittelbar bevorstehenden Bedrohungen für Einrichtungen und Personal des United States Department of the Navy
- Spot Reports[7] – wichtigste Lageberichte der Marine,[8] wenn die Information nicht unmittelbar bevorstehende oder spezifisch Bedrohungen betrifft, aber wesentliche Gefährdungen darstellen.
- Special Analytic Report (SAR) – Sonderberichte und Analysen zu speziellen Bedrohungslagen.
- Threat Assessment (TA) – Beurteilungen von Bedrohungslagen
- Maritime Threat Product (MTP) – Übersichtsberichte für die wichtigsten Schauplätze
- Force Protection Summary (MTACSUM) – allgemeine Berichte für Länder mit moderatem bis hohem Terrorismusrisiko
- Security Bulletin – nicht geheime Berichte zur Sicherheitslage
- Port Integrated Vulnerability Assessment (PIVA) / Airfield Integrated Vulnerability Assessment (AIVA) – Berichte zur Verletzlichkeit von Hafenanlagen und Flughäfen
- Technology Protection Report (TPR) – strategische Analysen zur Bedrohung bezüglich besonderer Technologien usw.
- Intelligence Information Reports (IIR) – Informationen für andere Geheimdienste.